# 新加坡—英国关系
新加坡—英国关系，是指历史上的新加坡和英国，以至现在新加坡共和国与大不列颠及北爱尔兰联合王国之间的双边关系。因为新加坡、英国两国都是英联邦成员国，所以两国之间交换的最高级外交使节是“高级专员”（新加坡称“最高专员”），其职能类似大使。

## 历史

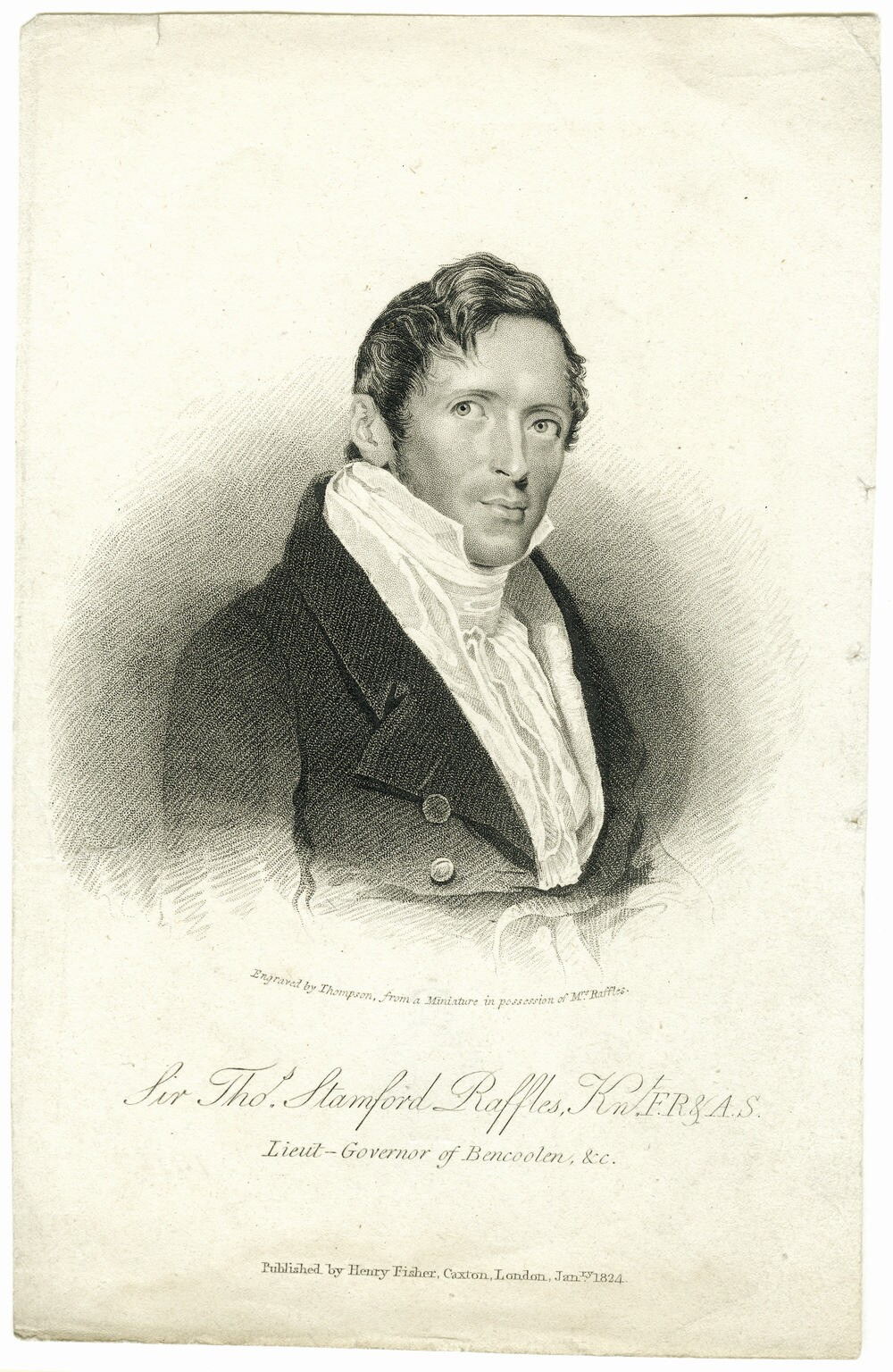
新加坡海港城市的创建者斯坦福·莱佛士

1819年，任职于英国不列颠东印度公司的斯坦福·莱佛士与柔佛苏丹签订条约，获准在马来亚半岛南端一个小岛上，即今日的新加坡，建立交易站和殖民地，斯坦福·莱佛士也因此成为最早在新加坡岛屿上定居的英国人。到了1823年他占据了新加坡全境，正式宣告新加坡为自由港。翌年（1824年）新加坡正式成为英国殖民地，之后於二战中经历过一段为期三年多的日军占领时期。二戰結束後，新加坡回到英國手中，然而戰後的新加坡政局動盪，英國考量長遠的仍持續抓緊新加坡事務，林有福的不斷遊說爭取下，於1954年底獲得英政府的有限自治，成立了自治憲法，1957年3月，林有福率領各政團領袖前赴倫敦，並且在政績上維護英國在新加坡的利益，最終成功說服英國政府給予新加坡完全自治，直到1959年成立自治邦，并於1963年新加坡获得独立地位。而后新加坡加入马来西亚成为一个州，称为星州。1965年8月9日，新加坡脱离马来西亚独立建国。同年10月，新加坡加入英联邦。
由于英国和新加坡长期的历史渊源，自新加坡独立以来，政府机构一直采用英语作为不同种族社群之间的主要通行语和教学语，并将之定位成“第一语言”，新加坡宪法及法律也以英语书写。

## 双边关系
新加坡、英国两国在广泛国际问题上都有共识，并采取相同立场。在2001年—2002年新加坡担任联合国安理会非常任理事国期间，两国在影响国际和平与安全的关键问题上加强了双边接触。新、英双方也一直在反恐、反扩散领域积极展开政治上和军事上的密切合作。

### 军事关系
新、英、大马、澳洲、新西兰五国於1971年签订了一份多方军事协议，商议了当马来西亚或新加坡遭受军事打击时，协议国所采取的军事反应以及所能给予的军事援助。自此，新加坡和英国开始通过五国联防这一个多边安全组织展开军事合作，同时五国联防也是目前西南太平洋地区第二大军事安全组织。因此英国也在新加坡驻有一名防务专员并设有军事后勤补给站。

### 经贸关系
新加坡和英国两国经贸关系发展迅速。新加坡是英国在东南亚最大的贸易伙伴，英国到东南亚的货品服务出口有三分之二是进口至新加坡的。
2010年英国成为新加坡最大的海外投资者，其总投资额占新加坡外商直接投资的15.1%。
2012年英国向新加坡出口货品总额为62.9亿美元（约40.5亿英镑），其出口到新加坡的货品为主要有：发电设备、一般工业机械，及饮料酒水等，其中燃气轮机为最甚，占总值比例为27.81%。而同年新加坡向英国出口货品总额为45亿美元（约28.98亿英镑），其出口到英国的最大宗货品为有机化工产品，大约占其出口英国货品总值的40%；而其余主要出口货品有：燃气轮机、药品、办公设备等。
新、英两国服务贸易发展势态良好。特别对于新加坡而言，根据新加坡统计局资料，2013年新加坡服务出口至英国总值达89.016亿新加坡元，相比2004年的30.741亿新加坡元，9年里增长了近2倍；而同年英国服务出口至新加坡总值达82.434亿新加坡元，相比2004年的54.162亿新加坡元，9年里仅增长了52%。
2020年12月10日，英国和新加坡签署自由贸易协定，涵盖超过170亿英镑的双边货物及服务贸易。

### 国事访问
新加坡、英国双方元首和高级官员互访频繁。
2011年英国相继派出六位高级官员访问新加坡，包括1月份到访的英国国家安全委员会国家安全顾问彼得·里基茨，2月份到访的英国商务、创新与技能部常务次官马丁·唐纳利，3月份到访的英国外交部气候变化专员约翰·阿什顿，4月份到访的英国外交国务大臣杰里米·布朗，6月份到访的英國國防大臣利亚姆·福克斯，以及9月份到访的英国王室成员约克公爵安德鲁王子。
而回访英国的新加坡高级官员有同年9月份前往的新加坡贸易和工业部常务秘书吴凤萍（Ow Foong Pheng）。以及2014年10月份前往伦敦进行为期六天的国事访问的新加坡总统陈庆炎。

### 文化关系
新、英两国在人文交流，以及教育和培训方面的合作也十分紧密。
在旅游文化交流方面，2013年全年英国赴新加坡游客人数达46.1万人次，同比2012年全年人数增长了3%。而在民间交流方面，英国文化协会和英国驻新加坡高级专员公署於2015年3月的7日至14日在新加坡联合举办了第一届“大不列颠周”（GREAT British Week）。

## 外交代表
新加坡驻英国的外交代表机构为新加坡驻英国最高专员公署，现任最高专员是符祺霞（Foo Chi Hsia）。该最高专员还管辖爱尔兰共和国的领事事务 。
而英国驻新加坡的外交代表机构为英国驻新加坡高级专员公署（British High Commission Singapore），现任高级专员是2015年5月任职的斯科特·魏特曼（Scott Wightman）。

## 脚注
1. ↑  . 新加坡通讯及新闻部.   [2015-07-12]. （原始内容存档于2009-05-08）.
2. ↑  . BBC News. 1942-02-15  [2015-07-12]. （原始内容存档于2018-06-23）.
3. ↑  李光耀（1998年9月），第17章
4. ↑  Leitch Lepoer, Barbara. (DOCID+sg0033)  请检查|url=值 (帮助). Library of Congress Country Studies. Washington, D.C.: Government Printing Office. 1989  [2015-07-12]. （原始内容存档于2021-03-13）.
5. ↑  Singapore Act 1966. Parliament of the United Kingdom. 1966-08-09
6. ↑  . British Council. October 2010  [2015-07-12]. （原始内容存档于2011-04-02）.
7. ↑  . Ministry of Education. 2010-04-19. （原始内容存档于2011-05-19）.
8. ↑  . 2010  [2015-07-12]. （原始内容存档于2002-07-13）.
9. ↑  . Australian Government, Department of Defence. 2000-07-04  [2015-07-12]. （原始内容存档于2008-02-02）.
10. ↑  . 英国国防部. 2009-04-11. （原始内容存档于2013-07-29）.
11. ↑  . 英国外交和联邦事务部. 2010-05-06  [2015-07-12]. （原始内容存档于2010-08-13） （英语）.
12. ↑  . The Observatory of Economic Complexity.   [2015-07-12] （中文）.
13. ↑  . The Observatory of Economic Complexity.   [2015-07-12] （中文）.
14. 1 2   (PDF). Wong Wee Kim(编) (新加坡贸易和工业部, 新加坡统计局). 2015年2月: pp.26–27  [2015-07-12]. ISSN 1793-3455. （原始内容 (pdf)存档于2015-07-12） （英语）.
15. ↑  . FCO UK.   [2015-07-12]. （原始内容存档于2012-03-09）.
16. ↑  . 联合早报网. 2014-10-20  [2015-07-13]. （原始内容存档于2016-03-04） （中文）.
17. ↑   (PDF). 新加坡旅游局, 新加坡统计局. 2014: §2  [2015-07-12]. （原始内容 (pdf)存档于2014-09-24） （英语）.
18. ↑  . British High Commission Singapore and UK Trade & Investment. 2015-02-27  [2015-07-12]. （原始内容存档于2015-05-01） （英语）.
19. ↑  .   [2015-07-12]. （原始内容存档于2018-06-26）.
20. ↑  .   [2015-07-12]. （原始内容存档于2013-01-29）.
21. ↑  . Foreign & Commonwealth Office. GOV.UK. 2015-02-27  [2015-07-12]. （原始内容存档于2015-07-02） （英语）. Mr Scott Wightman CMG has been appointed British High Commissioner to the Republic of Singapore in succession to Mr Antony Phillipson, who will be transferring to another Diplomatic Service appointment. Mr Wightman will take up his appointment later this year.